# 紐里和阿馬 (英國國會選區)

紐里和阿馬在北愛爾蘭的位置

紐里和阿馬（英語：Newry and Armagh），英國國會一郡選區，包括北愛爾蘭阿馬區全部及紐里-莫恩區一部，創設於1983年。
該區是親愛爾蘭的選民佔大約六成，但在1983年卻是親英的北愛爾蘭統一黨候選人當選。2010年大選中新芬黨康納·墨菲以42.0%選票勝出該區成功連任。